# Ara (zoologia)
Ara Lacépède, 1799 è un genere di uccelli  della famiglia Psittacidae diffuso nell'ecozona neotropicale.

Sono pappagalli molto grandi dotati di lunghe code, di ali lunghe e strette e di un piumaggio dai colori vivaci. Presentano tutte una caratteristica zona di pelle nuda attorno agli occhi. I maschi e le femmine hanno piumaggi simili. Molte di queste specie sono animali da compagnia molto popolari e proprio per questo motivo alcune di esse sono divenute piuttosto rare in natura.

## Descrizione

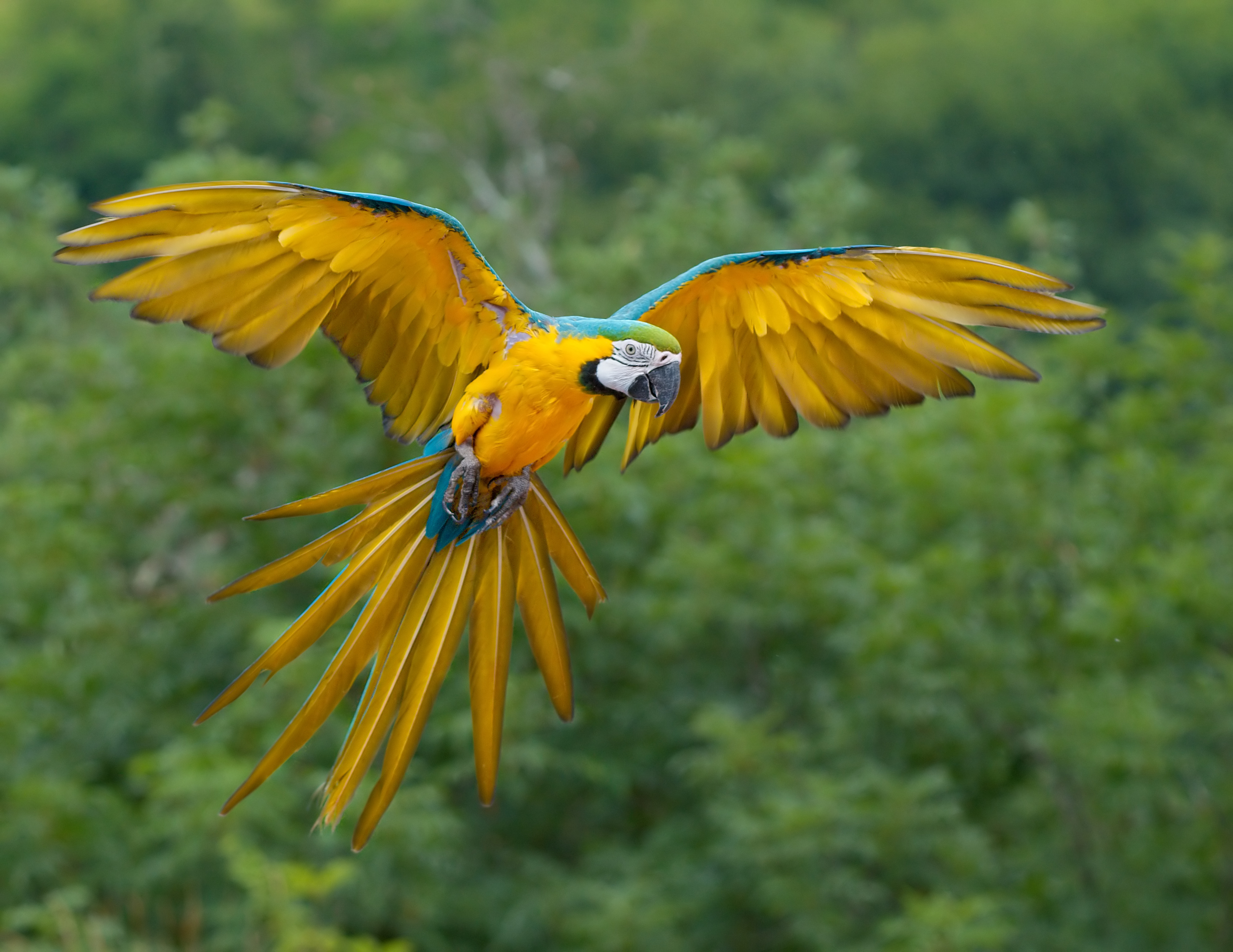
Le ali e la coda dell'ara gialloblu, come quelle di tutte le specie del genere Ara, sono molto lunghe.

Le specie del genere Ara sono grossi pappagalli che variano in grandezza dai 46–51 cm e 285-287 g dell'ara frontecastana ai 90–95 cm e 1708 g dell'ara rossoverde. Come tutte le specie di pappagallo che devono spostarsi su grandi distanze per trovare il cibo, anche queste are hanno ali lunghe e strette. Sono munite di un grosso ramo superiore del becco curvato all'ingiù e di una zona di pelle glabra attorno agli occhi che si estende fino alla base del becco. In questa zona nuda vi sono minuscole piume disposte in linee di aspetto variabile da una specie all'altra, tranne che nell'ara scarlatta, che ne è priva. In quasi tutte le specie il becco è nero, ma quello dell'ara scarlatta e dell'ara rossoverde ha il ramo superiore color corno e quello inferiore nero.
I colori del piumaggio delle specie di Ara sono spettacolari. Quattro specie sono prevalentemente verdi, due sono azzurre e gialle e tre (compresa l'ormai estinta ara di Cuba) sono quasi tutte rosse. Nel piumaggio non vi è dimorfismo sessuale e anche quello degli immaturi è simile a quello degli adulti, sebbene in alcune specie sia un po' più scialbo.

## Biologia

### Alimentazione

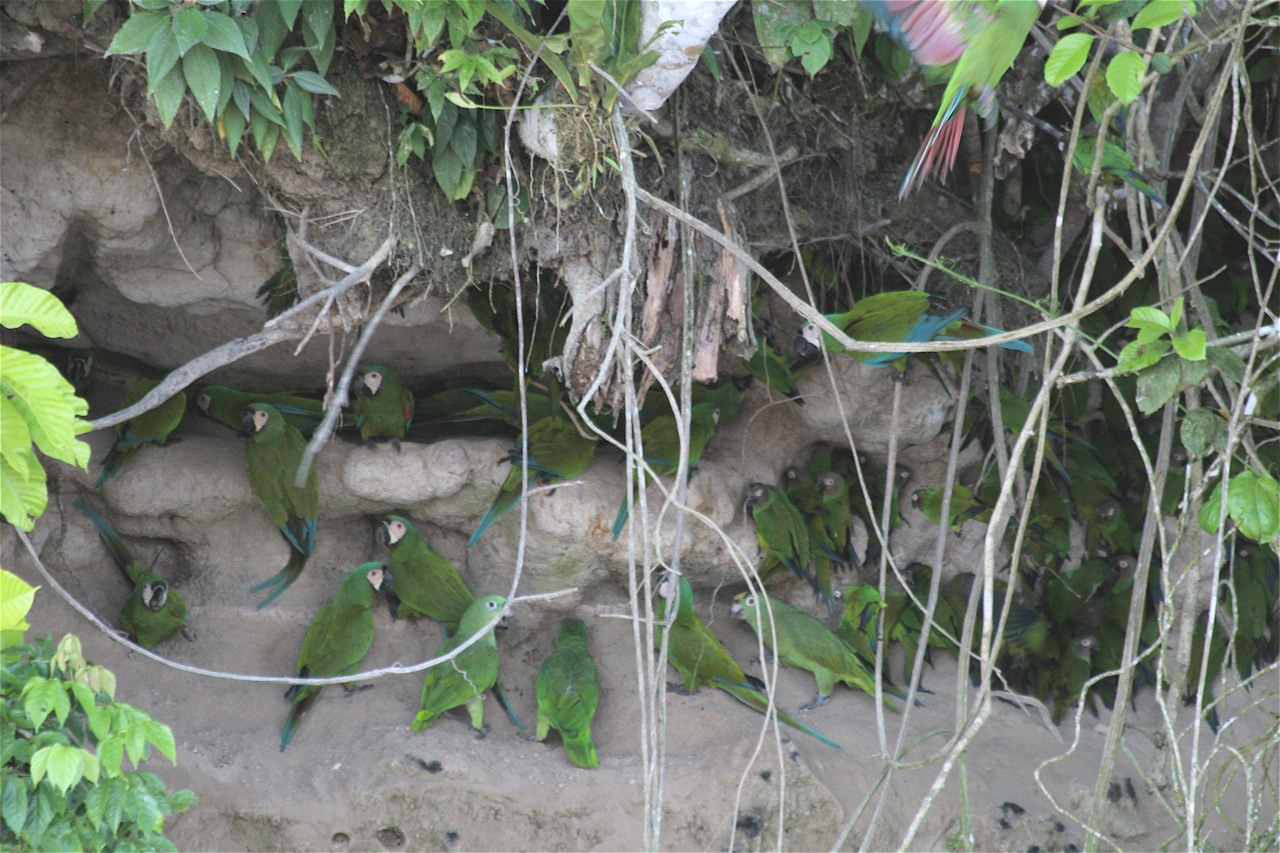
Are frontecastana, amazzoni farinose e parrocchetti testascura presso un deposito di argilla in Ecuador.

Come per tutte le are e la maggior parte dei pappagalli, semi e frutti costituiscono la parte principale della dieta delle specie del genere Ara. I tipi e la gamma di cibo variano da una specie all'altra. Diversamente da molti uccelli, le are sono predatrici di semi e non loro dispensatrici e utilizzano il loro robustissimo becco per frantumare perfino i rivestimenti più duri. La loro dieta è la stessa di quella di alcune specie di scimmie; in uno studio sulle are rossoverdi del Venezuela è stato visto che questi uccelli vivono sugli stessi alberi occupati dai saki barbuti, ma in alcuni casi mangiano i semi quasi acerbi ignorati dalle scimmie, dato che contengono più veleno. Talvolta le are, come altri pappagalli, assumono argilla per assorbire le sostanze tossiche prodotte da alcuni semi velenosi di cui si nutrono. In altri casi queste sostanze vengono neutralizzate da alcuni composti, come i tannini, presenti in altri cibi consumati dalle are.

### Riproduzione
Come quasi tutti i pappagalli, le specie di Ara nidificano in cavità. La maggior parte delle specie fa il nido nelle cavità degli alberi, sia in vita che secchi. Utilizzano sia le cavità naturali, presenti soprattutto negli alberi secchi, che quelle create da altre specie; in Messico le are militari utilizzano ancora le cavità scavate dal picchio imperiale, ormai rarissimo. Oltre che sugli alberi, le are militari e le are rossoverdi nidificano anche nelle fessure naturali delle scarpate. L'ara fronterossa nidifica solamente in queste ultime, dato che nell'arido habitat in cui vive non vi sono alberi sufficientemente grandi.

## Distribuzione e habitat

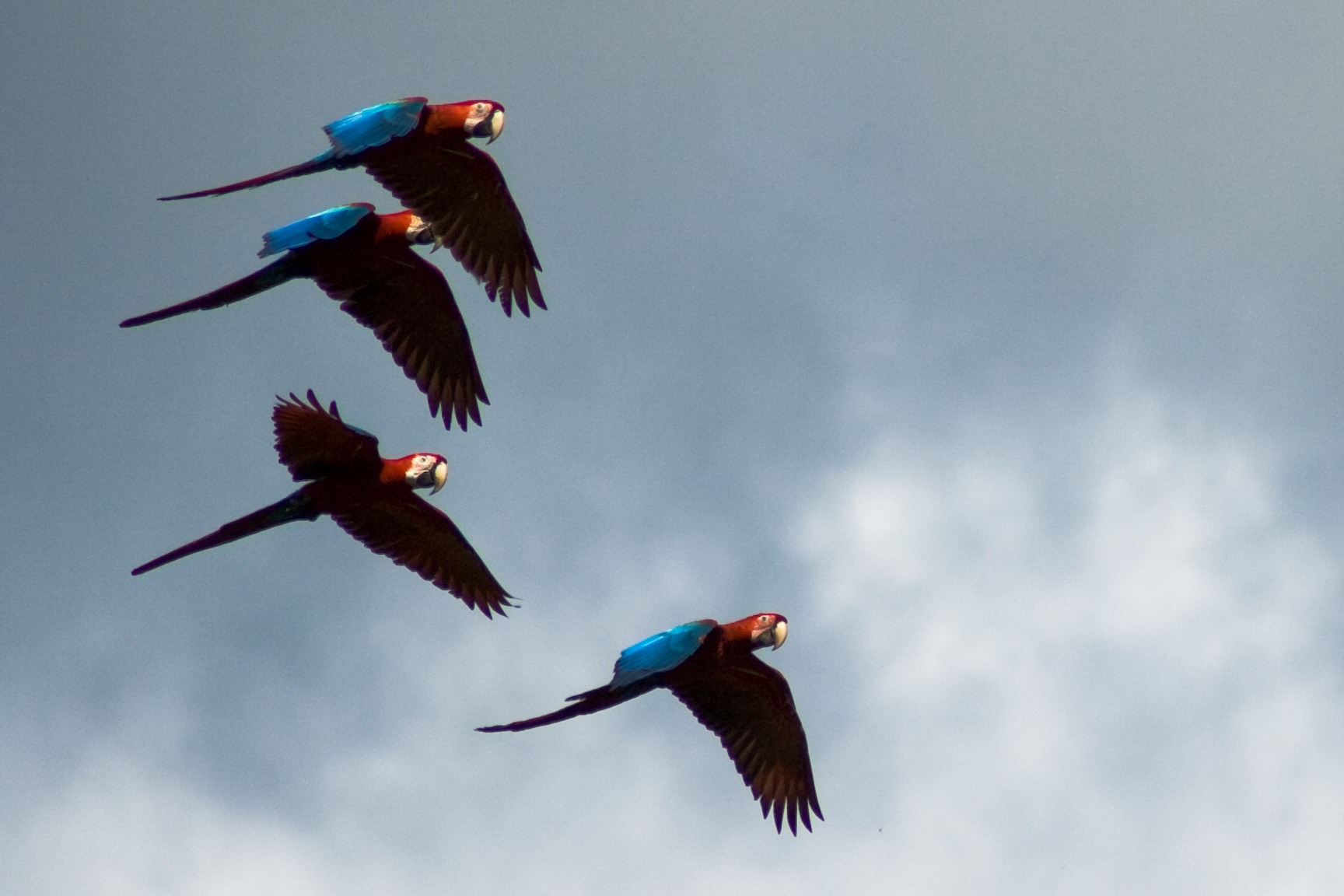
Quattro are rossoverdi in volo in Perù.

Le specie del genere Ara vivono nella regione neotropicale e sono diffuse dal Messico all'Argentina. Il maggior numero di specie vive nel Bacino del Rio delle Amazzoni e nella regione al confine tra Panama e Colombia; in entrambe le zone abitano insieme quattro specie (o perfino cinque, in talune zone ai margini dell'Amazzonia occidentale dove si spinge l'ara militare). In Bolivia vivono sette specie, ma in nessuna località del Paese (così come in ogni altra zona) coabitano più di quattro specie. La specie dall'areale più vasto, l'ara scarlatta, è (o meglio era) diffusa in quasi tutta l'America Centrale e l'Amazzonia. Viceversa, l'ara golablu e l'ara fronterossa vivono solo in poche zone della Bolivia. L'areale di molte specie è diminuito notevolmente negli ultimi secoli a causa dell'intervento dell'uomo. L'ara militare è diffusa dal Messico settentrionale all'Argentina settentrionale, ma ha una diffusione discontinua: una popolazione si trova in Messico, una seconda, a molti chilometri di distanza, abita la Cordigliera della Costa venezuelana e una terza è diffusa lungo le Ande, dal Venezuela occidentale all'Argentina settentrionale. L'ara gialloblu è scomparsa da Trinidad negli anni '60 ed è divenuta molto rara nell'Argentina settentrionale; sembra che anche altre specie siano scomparse da alcune isole dei Caraibi.
Le specie del genere Ara si adattano molto bene a tutti gli ambienti della zona dove abitano; come si può facilmente intuire, dato il suo vasto areale, la specie più adattabile è l'ara scarlatta, che vive in una vasta gamma di habitat, dalle foreste pluviali umide alle boscaglie aperte e alle savane. L'unico requisito di cui necessita è la disponibilità di grandi alberi dove possa trovare cibo e cavità in cui nidificare. Le altre specie sono un po' più esigenti, ma anch'esse necessitano di grandi alberi. L'ara golablu vive generalmente nelle «isole» di foresta circondate dalla savana e l'ara fronterossa predilige boscaglie aride e boschetti di cactus.
All'interno del loro areale questi uccelli effettuano migrazioni stagionali alla ricerca di cibo. Non compiono però migrazioni su vasta scala, ma piccoli spostamenti locali da un habitat all'altro.

## Tassonomia
Il nome del genere venne coniato dal naturalista francese Bernard Germain de Lacépède nel 1799. Da esso prende il nome la tribù degli Arini, che comprende tutte le specie di pappagalli neotropicali.
Per molti anni nel genere Ara sono state classificate anche altre specie. Successivamente queste ultime sono state poste in tre generi distinti, Orthopsittaca, Primolius e Diopsittaca. Orthopsittaca e Diopsittaca sono due generi monotipici che comprendono specie ben distinte sia dal punto di vista morfologico che comportamentale, mentre il genere Primolius comprende tre piccole are di colore verde.

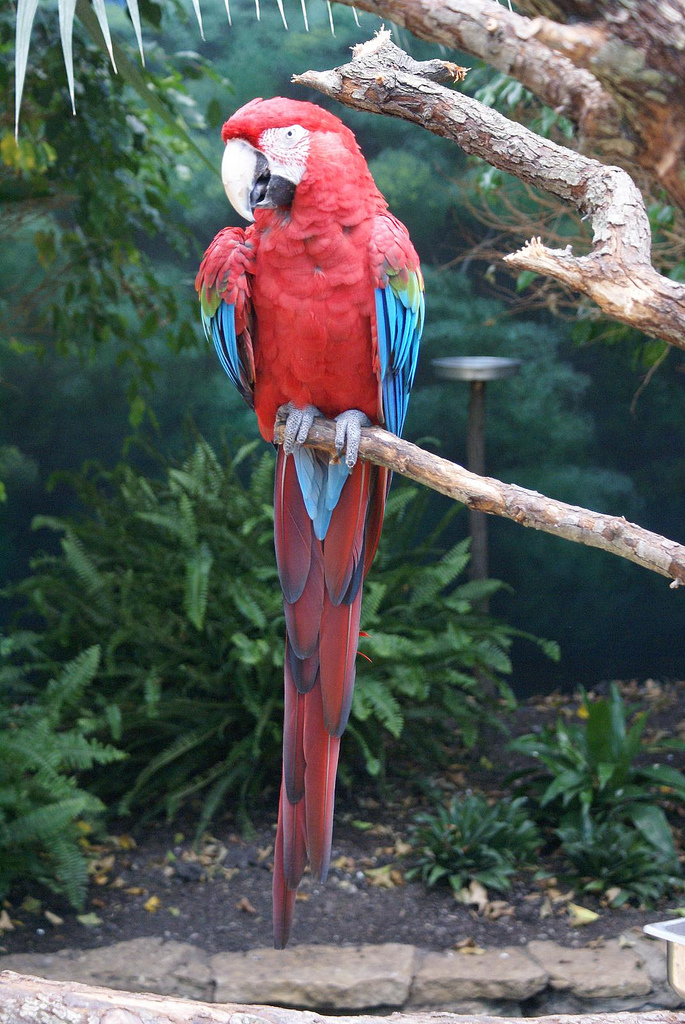
Un'ara rossoverde allo Zoo di Brookfield, Stati Uniti.

Il genere Ara comprende le seguenti specie e sottospecie::
- Ara ararauna (Linnaeus, 1758) - ara gialloblu
- Ara glaucogularis Dabbene, 1921 - ara golablu
- Ara militaris (Linnaeus, 1766) - ara militare
  - Ara militaris bolivianus Reichenow, 1908
  - Ara militaris mexicanus Ridgway, 1915
  - Ara militaris militaris (Linnaeus, 1766)
- Ara ambiguus (Bechstein, 1811) - ara verde
  - Ara ambiguus ambiguus (Bechstein, 1811)
  - Ara ambiguus guayaquilensis Chapman, 1925
- Ara macao (Linnaeus, 1758) - ara scarlatta
  - Ara macao cyanopterus Wiedenfeld, 1995
  - Ara macao macao (Linnaeus, 1758)
- Ara chloropterus G.R.Gray, 1859 - ara rossoverde
- Ara tricolor Bechstein, 1811 † - ara rossa di Cuba (estinta: l'ultimo esemplare conosciuto venne ucciso nel 1864)[9]
- Ara rubrogenys Lafresnaye, 1847 - ara fronterossa
- Ara severus (Linnaeus, 1758) - ara frontecastana
  - Ara severus castaneifrons Lafresnaye, 1847
  - Ara severus severus  (Linnaeus, 1758)

### Specie estinte ipotetiche
L'esistenza di alcune specie estinte appartenenti al genere Ara è nota solamente a partire da testimonianze molto scarse. Queste specie potrebbero, in effetti, essere state solamente semplici sottospecie di forme note o animali da compagnia introdotti sulle isole e in seguito ritenuti appartenenti a specie distinte.
- Ara atwoodi Clarke, 1905 - ara gialloverde della Dominica
- Ara autocthones Wetmore, 1937 - ara di Saint Croix (estinta: nota solo da ossa subfossili)
- Ara erythrocephala Gosse, 1847 - ara gialloverde della Giamaica
- Ara erythrura (Rothschild, 1907) - ara gialloblu codarossa
- Ara gossei Rothschild, 1905 - ara rossa della Giamaica
- Ara guadeloupensis Clarke, 1905 - ara delle Piccole Antille
- Ara martinica (Rothschild, 1905) - ara della Martinica

## Galleria d'immagini

### Specie
| Ara                                               | Ara      | Ara | Ara |
| Nome comune e scientifico                         | Immagine | Descrizione | Areale |
| ------------------------------------------------- | -------- | --- | --- |
| Ara verde (Ara ambiguus)                          |          | Lunghezza 85–90 cm. Colore di base verde, fronte rossa e ali verdi e azzurre. | America Centrale e Meridionale, dall'Honduras all'Ecuador                                                              |
| Ara gialloblu (Ara ararauna)                      |          | Lunghezza 80–90 cm. Colore di base azzurro sul dorso e giallo su petto e ventre. Mento azzurro e fronte verde. Nella zona superiore di pelle nuda bianca attorno ad ogni occhio ed estesa fino al becco vi sono linee formate da piccole piume scure. | Da Panama e Colombia fino al Brasile centro-meridionale                                                                |
| Ara rossoverde (Ara chloropterus)                 |          | Lunghezza 90 cm. Colore base rosso con ali azzurre e verdi. Nella pelle nuda bianca attorno ad ogni occhio ed estesa fino al becco vi sono linee formate da piccole piume rosse. | Sudamerica, dalla Colombia fino al Paraguay settentrionale (in passato fino all'Argentina settentrionale)              |
| Ara golablu (Ara glaucogularis)                   |          | Lunghezza 75–85 cm. Regioni superiori azzurre e gran parte delle inferiori gialle, gola azzurra. Le aree di pelle nuda ai lati della faccia sono ricoperte da linee di piccole piume azzurro-scure, mentre attorno alla base del becco la pelle assume un colore rosato. | Bolivia settentrionale                                                                                                 |
| Ara scarlatta (Ara macao)                         |          | Lunghezza 81–96 cm. Colore di base rosso brillante con ali rosse, gialle e azzurre. Attorno ad ogni occhio, fino al becco, vi è una zona di pelle nuda bianca. | Dal Messico fino a Colombia e Bacino del Rio delle Amazzoni                                                            |
| Ara militare (Ara militaris)                      |          | Lunghezza 70 cm. Colore di base verde e fronte rossa. | Diffusa in modo discontinuo in Messico e lungo le Ande, dal Venezuela all'Argentina settentrionale                     |
| Ara fronterossa (Ara rubrogenys)                  |          | Lunghezza 55–60 cm. Colore di base verde. Fronte rossa, macchia rossa sopra le orecchie, pelle della faccia rosata, attaccatura delle ali rossa e copritrici primarie azzurre. | Bolivia centrale |
| Ara frontecastana (Ara severus)                   |          | Lunghezza 46 cm. Colore di base verde, fronte castana, attaccatura delle ali rossa. | Panamá e Sudamerica (Chocó e Bacino del Rio delle Amazzoni)                                                            |
| Ara rossa di Cuba (Ara tricolor) Estinta dal 1864 |          | Lunghezza 50 cm. Fronte rossa che sfumava prima in arancione e poi in giallo sulla nuca, becco marrone scuro più chiaro all'estremità; faccia, mento, petto, addome e ali arancioni; parte superiore del dorso quasi completamente rosso brunastro, groppone e parte inferiore del dorso azzurri; copritrici marroni, rosse e azzurro-violacee; superficie superiore della coda rosso scuro che sfumava verso l'azzurro all'estremità e parti inferiori rosso brunastre. | Estinta - era endemica di Cuba e, probabilmente, anche dell'Isola della Gioventù (nota in passato come Isola dei Pini) |

### Specie ipotetiche diAraestinte
| Specie ipotetiche estinte                                   | Specie ipotetiche estinte | Specie ipotetiche estinte | Specie ipotetiche estinte    |
| Nome comune e scientifico                                   | Immagine                  | Descrizione | Areale                       |
| ----------------------------------------------------------- | ------------------------- | --- | ---------------------------- |
| Ara gialloverde della Dominica (Ara atwoodi) Estinta        |                           | Lunghezza sconosciuta. Verde e gialla con una sostanza carnosa di colore rosso che dalle orecchie raggiungeva la radice del becco. | Dominica                     |
| Ara di Saint Croix (Ara autocthones) Estinta                |                           | Nota solamente a partire da alcune ossa sub-fossili trovate in due siti archeologici a Saint Croix, nelle Isole Vergini americane, e nella regione centrale di Porto Rico.                                                                             | Estinta - areale sconosciuto |
| Ara gialloverde della Giamaica (Ara erythrocephala) Estinta |                           | Lunghezza sconosciuta. Testa rossa, corpo verde brillante, ali e copritrici primarie azzurre. Coda scarlatta e azzurra sul margine superiore, mentre quello inferiore e le ali erano di un intenso colore giallo-arancio.                              | Giamaica                     |
| Ara gialloblu codarossa (Ara erythrura) Estinta             |                           | Lunghezza sconosciuta. Azzurra e gialla. Nella tavola a colori presente nell'opera Extinct Birds di Rothschild, Ara erythrura viene raffigurata con l'estremità della coda azzurra, mentre nel testo la coda viene descritta come «interamente rossa». | Giamaica o Martinica         |
| Ara rossa della Giamaica (Ara gossei) Estinta               |                           | Lunghezza sconosciuta. Simile all'ara rossa di Cuba, dalla quale si differenziava soprattutto per la fronte gialla. | Giamaica                     |
| Ara delle Piccole Antille (Ara guadeloupensis) Estinta      |                           | Lunghezza sconosciuta. Simile nel colore all'ara scarlatta, ma più piccola e con coda rossa e macchie gialle sulle ali. | Guadalupa e Martinica        |
| Ara della Martinica (Ara martinica)                         |                           | Lunghezza sconosciuta. Azzurra e giallo-arancio (zafferano). Simile ad Ara ararauna. | Martinica                    |